# Alpaida natal
Alpaida natal är en spindelart som beskrevs av Levi 1988. Alpaida natal ingår i släktet Alpaida och familjen hjulspindlar. Inga underarter finns listade i Catalogue of Life.